# FCソウルの年度別成績一覧
FCソウルの年度別成績一覧（エフシーソウルのねんどべつせいせきいちらん）では、FCソウルの各年度ごとの成績を詳述する。

## 国際試合

### 公式戦（ACL他）
| 開催年 | 月日     | 大会名                 | 対戦相手                 | 開催スタジアム                   | 結果            |
| ------ | -------- | ---------------------- | ------------------------ | -------------------------------- | --------------- |
| 2016年 | 02月23日 | ACL2016 グループリーグ | ブリーラム・ユナイテッド | ブリーラム・スタジアム           | ○ 6-0           |
| 2016年 | 03月01日 | ACL2016 グループリーグ | サンフレッチェ広島       | ソウルワールドカップ競技場       | ○ 4-1           |
| 2016年 | 03月16日 | ACL2016 グループリーグ | 山東魯能                 | 済南オリンピックスポーツセンター | ○ 4-1           |
| 2016年 | 04月05日 | ACL2016 グループリーグ | 山東魯能                 | ソウルワールドカップ競技場       | △ 0-0           |
| 2016年 | 04月20日 | ACL2016 グループリーグ | ブリーラム・ユナイテッド | ソウルワールドカップ競技場       | ○ 2-1           |
| 2016年 | 05月04日 | ACL2016 グループリーグ | サンフレッチェ広島       | 広島広域公園陸上競技場           | ● 1-2           |
| 2016年 | 05月18日 | ACL2016 ラウンド16     | 浦和レッドダイヤモンズ   | 埼玉スタジアム2002               | ● 0-1           |
| 2016年 | 05月25日 | ACL2016 ラウンド16     | 浦和レッドダイヤモンズ   | ソウルワールドカップ競技場       | ○ 3-2 （PK7-6） |
| 2016年 | 08月24日 | ACL2016 準々決勝       | 山東魯能                 | ソウルワールドカップ競技場       | ○ 3-1           |
| 2016年 | 09月14日 | ACL2016 準々決勝       | 山東魯能                 | 済南オリンピックスポーツセンター | △ 1-1           |
| 2016年 | 09月28日 | ACL2016 準決勝         | 全北現代モータース       | 全州ワールドカップ競技場         | ● 1-4           |
| 2016年 | 10月19日 | ACL2016 準決勝         | 全北現代モータース       | ソウルワールドカップ競技場       |                 |